# هو صحيح الهوى غلاب
هو صحيح الهوى غلاب، أغنية لأم كلثوم من مقام صبا. ألّف كلماتها بيرم التونسي ولحّنها زكريا أحمد. قدمتها أم كلثوم في حفل أقيم بتاريخ 1960/12/1.

## الشكل
تتكون من ثلاثة أغصان مختلفة اللحن، مذهبها: ازاي يا ترى، ملحق بآخر كل غصن، وليس فيه شيء من المقدمة الغنائية.

## عرض للأغنية
مقدمة الاغنية الموسيقية تبدأ مباشرة على ايقاع الوحدة الكبيرة وبمقام الصبا، وكأنها تقول ان المكتوب يقرأ من عنوانه: طرب يصل إلى حدود الفجيعة، وعند اعمق ما سمع ربما في الموسيقى العربية من هذا المقام. لكن اللحن يميل إلى الإطراب أكثر مما يميل إلى الحزن.
أما المقدمة الغنائية: هو صحيح، فمن باب البلاغة المركزة الموجزة. ثم تتكرر المقدمة الموسيقية نفسها لتمهد للغصن الأول، على المقام نفسه: الصبا. ويتصعّد اللحن ليصل إلى ذروة التفجع لدى قولها: يمني قلبي بالافراح، قبل دخول المذهب. هذا المسار المتصاعد في اللحن، من جاني الهوى، إلى: وكل مادا، إلى: ما احسبش، إلى: يمني قلبي، قبل الانفراج والقفلة المؤثرة، هو مسار تقليدي في تفكير زكريا احمد التلحيني. ولعله كان في هذه الاغنية يتفوق على نفسه، لينتقم من سنوات الجفاء التي استمرت نحو 12 سنة بينه وبين أم كلثوم، فكانت الاغنية عربون المصالحة، ومسك ختام العلاقة في الوقت نفسه، لان كلا من زكريا احمد وبيرم التونسي توفي بعد الاغنية بأيام، بيرم في 1961/1/6، وزكريا في 1961/2/14.
مقدمة الغصن الثاني الموسيقية على مقام البياتي الشوري، واما الغصن فكله على هذا المقام. وتعاد اللازمة الموسيقية بعد قولها: وصدود وآلام، لتعاود غناء البيتين الأولين: وبعد التكرار، تدخل مباشرة من دون لازمة في غناء: وعود لا تصدق، في لحن جارف يكاد يبلغ حدود الرقص من شدة الإطراب. لكن اللحن يعود إلى الرصانة لدى قولها: وصبر، ثم يبلغ ذروة في البيتين الأخيرين، الذين ينتهيان إلى المذهب: ازاي يا ترى، في تحول شديد التأثير.
تبدأ لازمة الغصن الثالث على جواب الراست، وتنتهي عند القرار بمقام العجم. ويبدو أن الشيخ زكريا يستسيغ الالحان التي تبدأ بالجواب، وتنزل إلى القرار. وتستعاد هذه اللازمة بعد قولها: ما يفدش ندم، لتعيد الغصن غناء من اوله، وفي المرة التالية لازمة قصيرة تمهد لقولها: يا ريت انا، على مقام العجم، حتى قولها: بين جنة ونار. وقد تستعاد هنا اللازمة الأولى لتعيد غناء الغصن من اوله، أو تتحول مباشرة إلى الصبا في قولها: نهاري ليل.
ويتطور اللحن تدرجا إلى ذروة، عند قولها: وليلي نهار، لتبلغ ذروة تفجع جديدة لدى قولها: أهل الهوى وصفوا لي، بلحن يشبه كثيرا قولها: يمني قلبي بالافراح، قبل أن تدخل في المذهب ثم الختام.

## نص الأغنية
هو صحيح الهوى غلاب
ما أعرفش انا
والهجر قالوا مرار وعذاب
واليوم بسنة
جاني الهوى من غير مواعيد
وكل مدى حلاوته تزيد
ما أحسبش يوم هياخدني بعيد
يمنّي قلبي بالأفراح
وأرجع وقلبي كله جراح
إزاي يا ترى؟! 
أهو دة اللي جرى
وأنا ما أعرفش
ما أعرفش أنا 
نظرة وكنت احسبها سلام وتمر قوام
أتاري فيها وعود وعهود وصدود وآلام
وعود لا تصدق ولا تنصان
عهود مع اللي مالهوش أمان 
وصبر على ذلة وحرمان
وبدل ما أقول حرمت خلاص
أقول يا رب زدني كمان
إزاي يا ترى؟! 
أهو دة اللي جرى
وأنا ما أعرفش
ما أعرفش أنا
يا قلبي آه
الحب وراه
أشجان وألم 
وأندم وأتوب 
وعلى المكتوب
ما يفيدش ندم
ياريت أنا أقدر أختار 
ولا كنت اعيش بين جنة ونار
نهاري ليل وليلي نهار
أهل الهوى وصفوا لي دواه
لقيت دواه زود في أساه
إزاي يا ترى؟! 
أهو دة اللي جرى
وأنا ما أعرفش 
ما اعرفش أنا 